# St. Gallus (Sigmarszell)

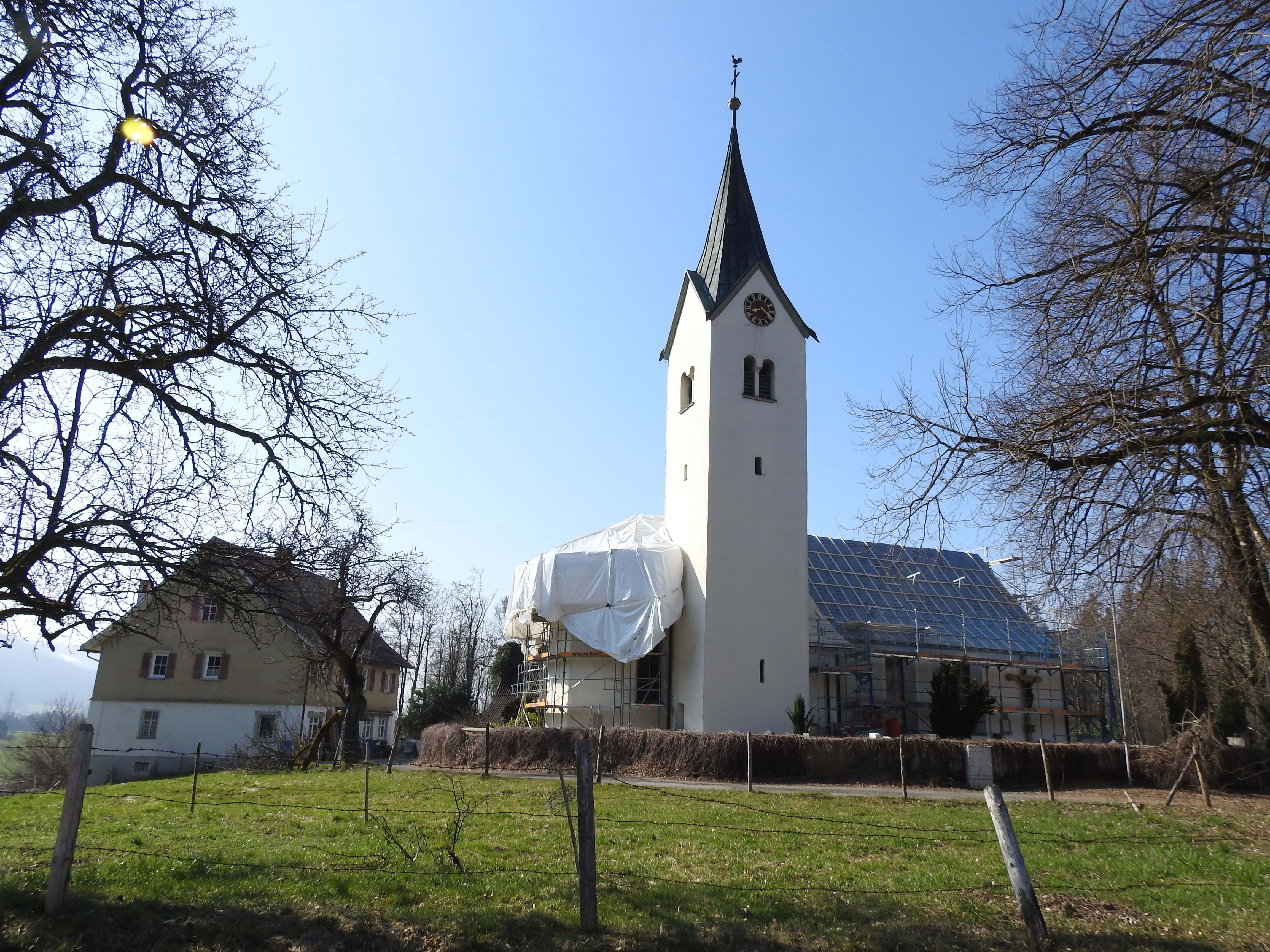
St. Gallus in Sigmarszell

Die römisch-katholische Pfarrkirche St. Gallus steht in Sigmarszell, einer Gemeinde im schwäbischen Landkreis Lindau (Bodensee) von Bayern. Das Bauwerk ist  in der Liste der Baudenkmäler in Sigmarszell als Baudenkmal unter der Nr. D-7-76-126-1 eingetragen. Die Pfarrei gehört zum Dekanat Lindau des Bistums Augsburg.
Kirchenpatron ist der heilige Gallus.

## Beschreibung
Die um 1710 gebaute Saalkirche besteht aus einem Langhaus, einem eingezogenen, dreiseitig geschlossenen Chor im Osten und einem Chorflankenturm auf quadratischem Grundriss an der Nordwand des Chors. Die unteren Geschosse stammen aus dem Mittelalter. Der Turm wurde 1844 mit einem Geschoss aufgestockt, das hinter den als Biforien gestalteten Klangarkaden den Glockenstuhl beherbergt. Zwischen den Giebeln, auf denen die Zifferblätter der Turmuhr angebracht sind, erhebt sich seit 1897 ein spitzer Helm.
Der Innenraum des Langhauses ist mit einer Decke mit Hohlkehle überspannt. Die Fresken wurden 1900 geschaffen. Auf dem Altarretabel des Hochaltars von 1785 ist die Anbetung der Könige dargestellt. Auf dem Altarretabel eines Seitenaltars hat um 1849 Johannes Kaspar die Beweinung Christi gemalt.
Die Orgel mit 9 Registern auf einem Manual und Pedal wurde 1895 von Georg Friedrich Steinmeyer gebaut.